# سیارک ۲۳۶۴
سیارک ۲۳۶۴ (به انگلیسی: 2364 Seillier، نامگذاری:1978GD) دو هزار و سیصد و شصت و چهارمین سیارک کشف شده‌است که در ۱۴ آوریل ۱۹۷۸ کشف شد.
قدر مطلق سیارک برابر ۱۰٫۷۰ است.